# 朱世熙
朱世熙，顺天府（今北京）宛平县人。清朝政治人物、进士出身。
顺治十八年（1661年），登辛丑科进士，改庶吉士，授翰林院编修，右谕德。